# Isoperla ornata
Isoperla ornata är en bäcksländeart som beskrevs av Zhiltzova 1988. Isoperla ornata ingår i släktet Isoperla och familjen rovbäcksländor. Inga underarter finns listade i Catalogue of Life.